# لاسي ليند
لاسي ليند (بالفنلندية: Lasse Lind)‏ (1 مارس 1981 بهلسنكي في فنلندا - ) هو لاعب كرة الصالات ‏ ولاعب كرة قدم فنلندي في مركز الوسط. لعب مع نادي بونر وهونكا وFC Viikingit ‏ وAtlantis FC ‏.